# Alberto Castellani (allenatore di tennis)
Alberto Castellani (Perugia, 15 novembre 1948) è un allenatore di tennis italiano.
Ha allenato Circa 25 tennisti nella top 100 del ranking della Association of Tennis Professionals (ATP).

## Biografia
Castellani, cresciuto a Ponte Felcino, comincia a giocare a tennis all'età di 17 anni presso il centro sportivo del suo paese. Dopo qualche anno da giocatore agonista decide di diventare un allenatore di tennis, diplomandosi subito come maestro di tennis presso la Scuola Nazionale Insegnanti della Federazione Italiana Tennis a Roma.
Nel 1983 dirige la Scuola Federale di Formazione Tennis di Chianciano Terme e inizia ad allenare giocatori di alto livello. In 40 anni di attività come coach di tennis professionista, ha allenato 24 giocatori classificati tra i primi 100 al mondo, tra cui Rainer Schuettler (no.5 ATP), Janko Tipsarevic (no.8 ATP), Marc Rosset (no.9 ATP), Ivo Karlovic (no.14 ATP), Hicham Arazi (no.22 ATP), Damir Dzumhur (no.23 ATP), Karim Alami (no. 25 ATP), Laslo Đere (no.27 ATP), Pablo Arraya (no.29 ATP), Tom Van Houdt (no.36 ATP), Adrian Voinea (no.36 ATP), Jean-Philippe Fleurian (no.37 ATP), Irakli Labadze (no.42 ATP, Oliver Marach (no. 82 ATP in singolo e no.2 in doppio) e i giocatori italiani Omar Camporese (no.18 ATP), Francesco Cancellotti (no.21 ATP), Diego Nargiso (no.67 ATP) e Claudio Pistolesi (no.71 ATP).
Nel 1998 ha preso parte, come coach della nazionale marocchina di Coppa Davis, a due partite del Gruppo Internazionale del Mondo: la prima disputata a Casablanca tra Marocco-Inghilterra, e la seconda tra Marocco-Argentina ad Agadir (Marocco). Successivamente nel 2011 è tornato ad essere coach del Marocco per l'incontro di Coppa Davis tra Marocco e Bosnia giocata a Marrakech.
A fine anni novanta, per brevi periodi, allena Novak Đoković a Perugia e Bettona, nel centro di tennis dove in quel periodo aveva una accademia.
Durante la sua attività come allenatore professionista di alto livello, ha preso parte a più di 300 Grand Prix, eventi ATP, tornei Challenger, Grand Slam e Super 9.
Il 28 agosto 2010 a New York, Alberto Castellani fonda la GPTCA (Global Professional Tennis Coach Association) insieme a 49 top coach di tennis nel mondo tra cui Toni Nadal, Dirk Hordorff, Rainer Schuettler, Larri Passos, Jose Perlas, Boris Sobkin e Marc Gorriz. In soli due anni la GPTCA raggiunge il riconoscimento da parte dell'ATP e diventa l'unica associazione al mondo certificata dalla ATP.
Ha collaborato poi per oltre dieci anni con la rivista Il tennis italiano.
Nel 2019 è tra i candidati agli ATP Career Coach Award per il premio alla carriera, dove si piazza al secondo posto dietro a Tony Roche e davanti a Nikola Pilić.